# Rolf Holmström (1917–2007)
Rolf Verner Holmström, född 18 november 1917, död 25 juni 2007 i Bromma församling, var en svensk fotbollsspelare (vänsterinner).
Holmström representerade Kalmar FF i Allsvenskan 1949/1950 och 1950/1951. Sammanlagt gjorde han 28 allsvenska matcher (5 mål) för klubben. Han beskrivs som en "tekniskt driven spelare med konstruktiv blick" och som en farlig skytt.